# انوش محله جوکندان
انوش محله جوکندان، روستایی در دهستان نیل‌رود بخش جوکندان شهرستان تالش در استان گیلان ایران است. این روستا، مرکز بخش جوکندان است.

## پیشینه نام
نام پیشین این روستا جونی محله جوکندان بوده است؛ سپس به جوکندان اول تغییر پیدا می‌کند.
در اوایل دهه چهل خورشیدی مردم به پاس زحمات کدخدا و ریش سفیدشان آقای انوش فرح بخش طولی (۱۲۹۵–۱۳۵۹)، نام روستا به انوش محله جوکندان تغییرنام پیدا کرد.

## جمعیت
بر پایه سرشماری عمومی نفوس و مسکن در سال ۱۳۹۵، جمعیت این روستا برابر با ۲٬۳۹۶ نفر (۶۶۷ خانوار) بوده است.
|   | سال  | جمعیت (نفر) |
| - | ---- | ----------- |
| ۱ | ۱۳۳۵ | ۲۵۶         |
| ۲ | ۱۳۴۵ | ۳۲۴         |
| ۳ | ۱۳۵۵ | ۵۳۳         |
| ۴ | ۱۳۶۵ | ۱۱۴۰        |
| ۵ | ۱۳۷۵ | ۱۵۳۰        |
| ۶ | ۱۳۸۵ | ۲۱۶۲        |
| ۷ | ۱۳۹۵ | ۲۵۶۴        |